# 长堽路站
长堽路站是南宁轨道交通3号线的地铁车站，位于中华人民共和国广西壮族自治区南宁市兴宁区长堽路与沙江路交叉口地下，该站于2019年6月6日开通运营。

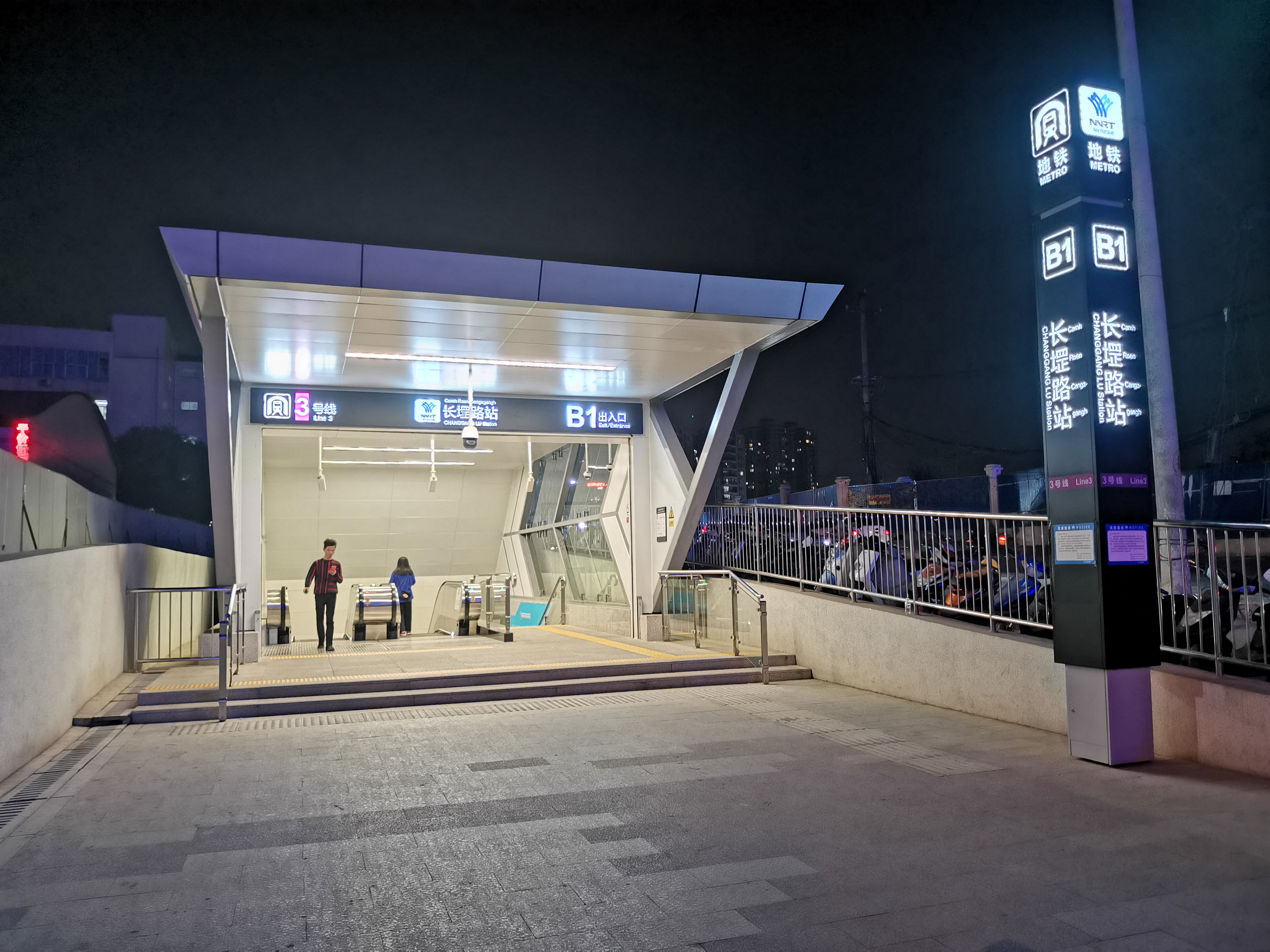
B1出口

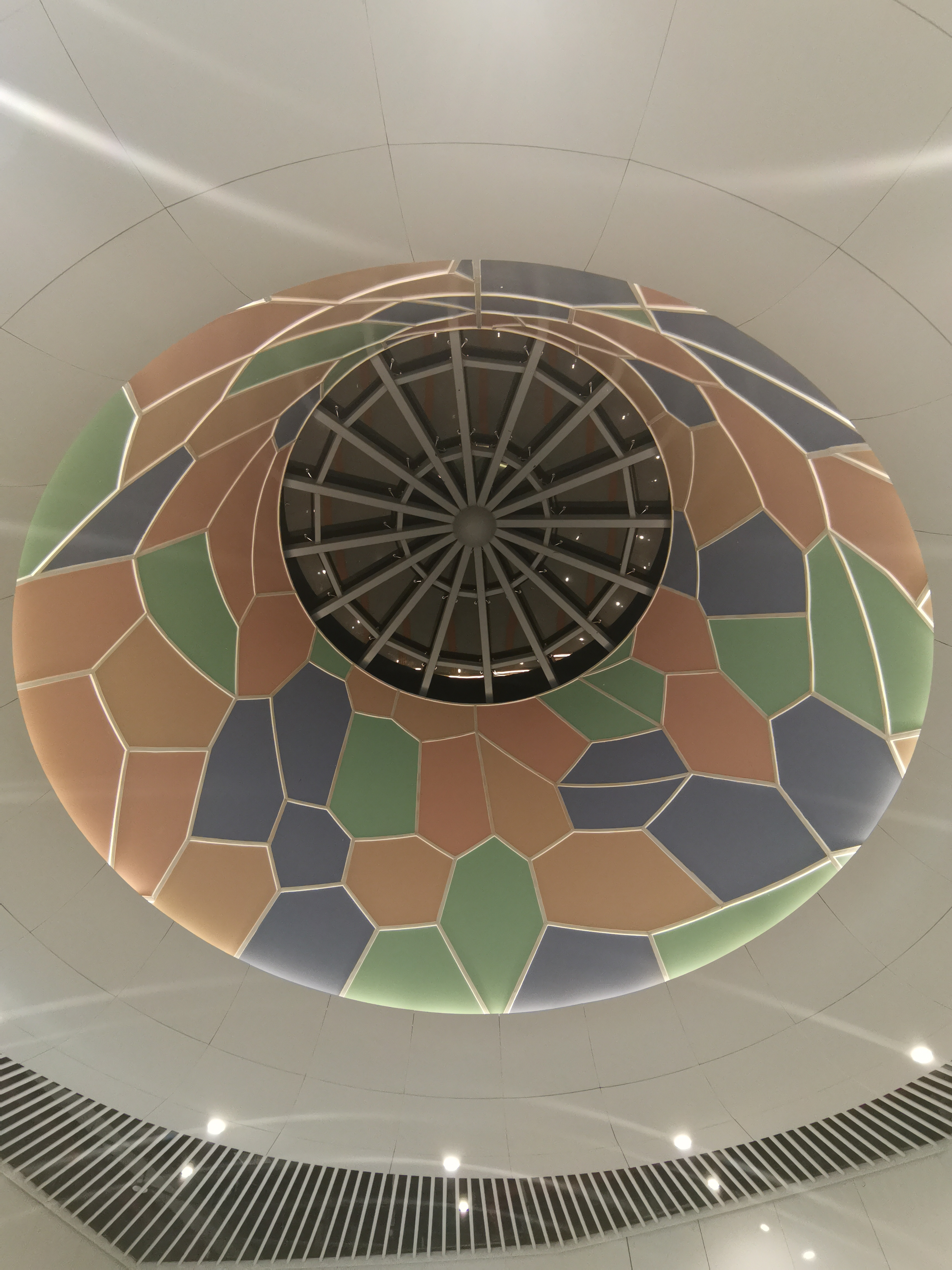
具有特色的采光口